# 香芝インターチェンジ
香芝インターチェンジ（かしばインターチェンジ）は、奈良県香芝市の、西名阪自動車道上にあるインターチェンジ。香芝市及び王寺町の最寄りICであり、このICを境に東西別料金である。

## 道路
- E25 西名阪自動車道（3番）

## 接続する道路
- 奈良県道54号香芝インター線を経由し、国道168号

## 料金所
香芝ICから流入する車は出口のIC（または柏原か天理の本線料金所）で、香芝ICで流出する車は入口のIC（または松原か天理の本線料金所）で均一料金を支払うため、このICには料金所はない。均一料金制度の導入以前は、当ICに料金所が設置されていたが、1981年に撤去された。

## 周辺
- JR和歌山線志都美駅
- オークワ香芝インター店
- ヤマダ電機テックランド香芝店
- 香芝市立志都美小学校
- 武烈天皇陵
- 香芝市役所（近鉄大阪線近鉄下田駅、JR和歌山線香芝駅周辺）

## 隣
E25 西名阪自動車道
(2) 柏原IC（松原方面のみ） - 香芝SA - (3) 香芝IC - (4) 法隆寺IC